# سیارک ۳۷۶۳
سیارک ۳۷۶۳ (به انگلیسی: 3763 Qianxuesen، نامگذاری:1980TA6) سه هزار و هفتصد و شصت و سومین سیارک کشف شده‌است که در ۱۴ اکتبر ۱۹۸۰ کشف شد.
قدر مطلق سیارک برابر ۳۸.۳ است.